# Mühlen
Mühlen é um município da Áustria, situado no distrito de Murau, no estado da Estíria. Tem 50,67 km² de área e sua população em 2019 foi estimada em 878 habitantes.